# Абрамовка (Верхнехавский район)
Абра́мовка — деревня Верхнехавского района Воронежской области.
Входит в состав Семёновского сельского поселения.

## География

### Улицы
- ул. Солнечная.

## Население
| 1859 | 2000 | 2005 | 2010 |
| ---- | ---- | ---- | ---- |
| 308  | ↘68  | ↘61  | ↘23  |